# モンスターズ・ワーク
『モンスターズ・ワーク』（英：Monsters at Work）は、ディズニー・テレビジョン・アニメーション制作のフルCGアニメーション。映画『モンスターズ・インク』のスピンオフかつ後日譚にあたる。キャッチコピーは「笑いは未来だ（IT'S LAUGHTER WE'RE AFTER）」。
アメリカでは2021年7月7日に、日本では同年7月9日よりDisney+で配信開始。
シーズン2の制作も発表され、アメリカでは2024年4月5日から、日本では同月27日からディズニー・チャンネルで先行放送。同年5月5日からDisney+で日米共に配信開始する予定。

## あらすじ
『モンスターズ・インク』から1日後。「笑い」は「絶叫」の10倍のエネルギーがあることを発見し、モンスターズ・インクの経営者となったマイクとサリーの元に、「怖がらせ屋」のエリートとしてモンスターズ・ユニバーシティを首席で卒業後、会社の方針転換によって社内の施設チーム（通称MIFT）に突如として配属された新人のタイラーは「笑わせ屋」として新生モンスターズ・インクでマイクとサリーたちと共に働くことを夢見る。

## 登場人物

### 主要人物
ジェームズ・P・サリバン
本作の主人公の一人であり、MIの新社長。
マイク・ワゾウスキ
本作の主人公の一人であり、MIの共同代表兼コメディ人材部の最高副本部長兼笑わせ屋。
タイラー・タスクモン
本作の実質的な主人公。
モンスターズ・ユニバーシティを首席で卒業後、モンスターズ・インクに入社。しかし、方針転換によりMIFTに配属されてしまった。
S1最終話で笑わせ屋となる。会社のキャッチコピーや大型ボンベを創造するなどクリエイティブ力に長けている。
S2ではジョニーからフィアー・コープで怖がらせ屋となることを提案される。
ヴァル・リトル
本作のヒロイン。モンスターズ・ユニバーシティを中退したタイラーの同級生でミフター(整備士)。
S1最終話でタイラーのアシスタントとなる。S2ではマイクに笑われ屋になることを提案される。

### モンスターズ・インク社 (MI)

#### MIFT (ミフト)
フリッツ
MIFTの部長。一つ目で太い鼻を持つモンスター。
ダンカン・P・アンダーソン
部長の座を狙っている部長代理。マザコンである。
タイラーを目の敵にしており陥れようと画策する。
ロト
ダンカンの飼う紫色のペット。
キャサリン・カッター
ベテランミフター。過去の職場の事故の話をするのが好き。
ロジャー・ロジャース
タイラーとヴァルがいなくなった後に配属された新人ミフター。
会社関係のものを写真に撮ったり、会社の図面を記憶している。
デイヴィッド
元ミフター。仕事中の事故により死亡してしまった。

#### 会社の関係者
セリア
新フロア部長。マイクの彼女。
ローズ
新しい事務係。前任のロズの双子である。ゲイリーを気に入っている。
フリント
新人笑わせ屋のオーディション担当。
スミッティとニードルマン
会社の掃除係。
背が高く角が生えてるほうがニードルマンで、背が低く歯を矯正しているほうがスミッティ。
キャメロン
サリーとマイクのアシスタント。巨大な身体を持っており、脚の部分のみ映っている。
クラミハム
MIの人事部。
オーティス
セリアの代わりとして就いた新しい受付。
スージー・"サニー"・サンシャイン
MIの排出エネルギー管理人。
イエティ
ウォーターヌースの不当な追放によりヒマラヤに住んでいた雪男。
現社長のサリーにより追放を取り消され、公式アイス部門の販売担当となった。
ゲイリー・ギブス
事務員。マイクと似た容姿をした青い一つ目のモンスターで彼のライバル。

#### 笑わせ屋
ファンガス
笑わせ屋として働くマイクのアシスタント。
本編ではランドールとウォーターヌースと共に子供の悲鳴を強引に集める悪事を仕方なく働いていたが、ランドールが人間界に追放され、ウォーターヌースが逮捕されたことで改心した。
バナナブレッド / ウィンチェスター
元ベテランミフターだったが、コメディ講座でフリントに目をつけられ笑わせ屋となる。コメディ論を高く評価されている。
ジョージ・サンダーソン
ベテラン笑わせ屋。
カーラ・ベニテス
元々怖がらせ屋のスーパースターの一人であったが、笑わせ屋には苦戦している。
ランキー
蝶ネクタイを使った笑わせ屋。
フレム
新人笑わせ屋。つばには物を溶かす力がある。
マリア
フレムのアシスタント。

### フィアー・コーポレーション (FC)

#### 会社の関係者
ジョニー・ワーシントン
モンスターズ・ユニバーシティではロアー・オメガ・ロアーのリーダーだった御曹司で、その後は父のジャック・ワーシントンが創設した会社「フィアー・コーポレーション」に入社して父の後を受け継ぎ社長となった。しかし、ライバル会社のモンスターズ・インクのせいで会社が経営危機に陥る。
クレア・ワーシントン
MUのグリーク・カウンシルの元会長。
現在はジョニーの妻となり、マーケティング担当本部長を担当している。
チェット・アレキサンダー
大学時代のジョニーの相棒。
現在は彼のアシスタントとなっており、彼に気に入られようと奮闘している。
デクラン
絶叫フロアの副部長。
ランドール・ホッグス
かつてウォーターヌースの部下として、暗躍してブーを誘拐しようと企んでいたが、サリーとマイクに捕まり人間の世界へ追放された。そして、ジョニーの手引きにより再び戻って来てモンスターズ・インクを潰しサリーとマイクを追放しようと企む。

#### 怖がらせ屋
ジョイ
FCの6週連続No.1。
ケニー
ジョイのアシスタント。
ロージー・レヴィン
元はインク社の笑わせ屋を目指していたが、転職した。
現在はFCのNo.13。
スカイラー
タイラーに推薦を断られ、代理で雇われた怖がらせ屋。

#### 野球チーム
スタビー・リザルド
元プロ野球チーム"クリーピーズ"の監督で現在はFCの監督をしている。

### モンスターズ・ユニバーシティ (MU)

#### 先生
デレク・ナイト教授
怖がらせ学部の初級コース「101教室」を担当している教授。

#### 卒業生
フランク・マッケイ
マイクが怖がらせ屋を目指すきっかけとなったモンスター。
アール・トンプソン
伝説のモンスター。「恐怖の大王」の異名を持つ。
ドロシー・バシリスキー
伝説のモンスター。
ジェべダイヤ・スプラケンセム
伝説のモンスター。マイクに金を貸したままだと言われる。

### モンスター・シティ
ヴァージニア・タスクモン
タイラーの祖母。元怖がらせ屋。
リリー・タスクモン
タイラーの母親。
バーナード・タスクモン
タイラーの父親。
ロズ
CDA(保健局)の隊長。
アーガス・ブリンクス
20年連勤したモンスターシティエネルギー管理委員会の調査員。
ハギス
バグパイプの形をしたモンスター。音楽家として活動している。
フランシーノ
ヘアカットをしない美容師。

#### 野球関係者
T・J・クローソン
野球チーム"クリーピース"のエースバッター。
フィンガース
野球チーム"レッド・ショックス"の三本手の投手。
グリーン・モンスター
レッド・ショックスのレフト。大きい体でホームランを阻止する。
ボブ・ユッカー
クリーピース対レッド・ショックスの実況。

#### テレビ局
リサ
ニュース番組『ニュース13』のニュースキャスター。
ドン
ニュース番組『ニュース13』のお天気キャスター。
ジャックとジル
討論番組『i scream! u scream!』の司会。体が繋がっている。
ジャックは爆笑エネルギー肯定派、ジルは爆笑エネルギー否定派である。
カーター・リー
『i scream! u scream!』のメイクアップ兼ヘアメイクアップ兼カメラマン兼音声アシスタント。
映画監督になることを夢見ている。

#### 子供
タリア・フリント
フリントの娘で、インク社の社内見学でMIFTに配属される。
タイラーの担当の子供。
ガーティ
MIFTに配属されたフリッツの担当の子供。
フリッツと同じく一つ目で太い鼻を持つピンク色のモンスター。
アレクサンダー
MIFTに配属されたヴァルの担当の子供。
オスカー
MIFTに配属されたダンカンの担当の子供。
ローレライ・ワシントン
ジョニー・ワシントンの長女。
JJ
ジョニー・ワシントンの長男。

### 人間界の子供
アヴァニ
ヴァルが初めて笑わせ屋として働いた日の子供。カエルが好き。
ベン
6歳の子供。タイラーのギャグを聞き飽きてしまっている。

## キャスト
映画版ではマイク役を田中裕二（爆笑問題）、サリー役を石塚英彦（ホンジャマカ）がそれぞれ日本語版の吹き替えを担当していたが、テレビシリーズ版ではマイク役を高木渉、サリー役を楠見尚己と映画版の予告編で声を担当した声優が担当する。
| 役名                             | 原語版声優                   | 日本語吹替   |
| -------------------------------- | ---------------------------- | ------------ |
| タイラー・タスクモン             | ベン・フェルドマン           | 駒田航       |
| ヴァル・リトル                   | ミンディ・カリング           | 庄司宇芽香   |
| フリッツ                         | ヘンリー・ウィンクラー       | 遠藤純一     |
| ダンカン                         | ルーカス・ネフ               | 河本邦弘     |
| カッター                         | アラナ・ユーバック           | 枝元萌       |
| マイク・ワゾウスキ               | ビリー・クリスタル           | 高木渉       |
| ジェームズ・P・サリバン (サリー) | ジョン・グッドマン           | 楠見尚己     |
| セリア                           | ジェニファー・ティリー       | 高乃麗       |
| ロズ / ローズ                    | ボブ・ピーターソン           | 磯辺万沙子   |
| ファンガス                       | クリストファー・スウィンドル | 牛山茂       |
| フレム                           | クリストファー・スウィンドル | 高戸靖広     |
| フリント                         | ボニー・ハント               | 渡辺美佐     |
| スミッティ                       | ステファン・スタントン       | チョー       |
| ニードルマン                     | ステファン・スタントン       | チョー       |
| ゲイリー・ギブス                 | ガブリエル・イグレシアス     | 金谷ヒデユキ |
| ナイト教授                       | アルフレッド・モリーナ       | 石住昭彦     |

## 製作
2017年11月に行われたウォルト・ディズニー・カンパニーの決算説明会で、CEOのボブ・アイガーは、モンスターズ・インクの世界を舞台にした新しいシリーズが、計画中のストリーミングサービスであるDisney+のために開発中であると発表した。ディズニー・テレビジョン・アニメーションによって製作される。長年のディズニーTVAプロデューサであり、カーズのスピンオフ作品「プレーンズ2/ファイアー&レスキュー」で監督を務めたボブズ・ガナウェイがショーランナーを務める。
2019年に行われたD23 Expoの期間中、ガナウェイとプロデューサーのフェレル・バロンは、ウォルト・ディズニー・アニメーション・スタジオとピクサーのスタッフもこのシリーズに参加していることを明らかにした。ガナウェイは、これについて「ユニークで特別なものだ」と語っている。ピート・ドクターをはじめとするモンスターズ・インクの製作陣は、映画に使われたものと未使用の両方のコンセプトアートをチームに提供した。その中から、未使用のコンセプトアートはシリーズに流用された。
2020年2月、スティーブン・J・アンダーソンは、このシリーズで監督の一人を務めることを明らかにした。アンダーソンは、ディズニー・テレビジョン・アニメーションが新型コロナウイルス感染症により閉鎖される8ヶ月前に、ガナウェイから声をかけられ参加している。

### エピソード
スティーブン・J・アンダーソンによると、ピクサーは本シリーズのプロデューサーに対して、執筆や初期のストーリーボード作成の過程でメモを提供し、「プロジェクトのレガシーとして軌道に乗せておく」ためのサポートを行ったという。また、本シリーズは映画とは異なり、「モンスターズ・インクでの各分野」をさらに掘り下げ、前作終盤にで見られた「絶叫」から「笑い」への方針転換をさらに探求すると述べている。特定のエピソードではキャラクター面をフィーチャーしているという。
本シリーズでは女性キャラクターが活躍する場面が増えており、受付のセリア・メイが「女性キャラクターをリーダーシップのある役割に昇格させる」ために「爆笑フロア」のスーパーバイザーに昇格するほか、ロズの双子の妹も登場する。
本シリーズの構想を練るのには約1年の歳月が費やされた。ガナウェイは、作中で描かれる「タイラーの方針転換に伴う苦労」と新型コロナウイルス感染症というどちらも「異変が起こっている」状況のなか、タイラーがこの状況を乗り越えていく姿が視聴者の共感を呼ぶと語っている。
ガナウェイは当初、スミッティとニードルマンの声優である故・ダン・ガーソンに敬意を表して、彼らのキャラクターを登場させたくなかったが、ガーソンが自分の死後もキャラクターを存続させたいと考えていたことから、最終的に彼らを登場させた。 しかし、二人が押すゴミ箱に"Gerson Industries"（ガーソン産業）のロゴを入れるなど、ガーソンへのオマージュを忘れなかった。

### アニメーション制作
本シリーズのアニメーションは、カナダのICON Creative Studioが担当した。新型コロナウイルス感染症によりディズニー・テレビジョン・アニメーションが閉鎖される直前に制作が始まり、プロデューサーは遠隔地で作業を続けることを余儀なくされた。また、第2話と第3話の絵コンテやレイアウトの作業は、パンデミックの間に遠隔地で行われたという。

### 音楽
本作の音楽はイギリスの作曲家、ドミニク・ルイスが担当している。ルイスは、主に映画第1作のランディ・ニューマンのジャジーなスコアにインスパイアされたと語っている。

## トリビア
本作の原語版キャッチコピーである「IT'S LAUGHTER WE'RE AFTER（我々が求めるのは笑い）」は東京ディズニーランドで2009年にオープンしたアトラクション「モンスターズ・インク“ライド&ゴーシーク!”」のエントランスに掲げられているもの。